# Vladimir Jefimovič Klimovskich
Vladimir Jefimovič Klimovskich (rusky Владимир Ефимович Климовских; 27. května 1885 Kokand, Ruské impérium – zastřelen 22. července 1941 Moskva, SSSR) byl sovětský vojenský velitel, generálmajor (1940).

## Životopis
Ve vojenské službě byl od roku 1913, kdy absolvoval Alexejevské vojenské učiliště. I. světové války se účastnil jako náčelník jízdní průzkumné hlídky, velel rotě a praporu, jako kapitán. Od roku 1918 byl v Rudé armádě.
V období občanské války byl asistentem náčelníka generálního štábu armády, náčelníka štábu divize, vedoucího štábu armády, náčelníka divize a skupiny vojsk.
Po občanské válce byl náčelníkem štábu střeleckého sboru, vedoucím oddělení, asistentem náčelníka štábů vojenských okruhů. Od prosince 1932 do června 1936 vyučoval na Vojenské akademii Michail Vasiljeviče Frunzeho. V roce 1935 mu byl udělen titul velitele brigády. Od července 1936 se stal asistentem armádního inspektora, od února 1938 se stal odborným asistentem na Vojenské akademii generálního štábu. Od září 1939 byl zástupcem náčelníka generálního štábu, od července 1940 se stal náčelníkem štábu Západního zvláštního vojenského okruhu a v roce 1940 byl také povýšen do hodnosti generálmajora.
S příchodem II. světové války byl náčelníkem štábu Sovětského západního frontu.
V souvislosti s porážkou vojsk v bitvě Białystok-Minsk byl 8. července 1941 zatčen. Byl obviněn ze zbabělosti, zaviněného zhroucení velení a vedení bitvy s úmyslem vzdát se nepříteli bez boje spolu s D. G. Pavlovem – velitelem Západního frontu. Oproti západní frontě byla např. Námořní flotila SSSR v plné bojové pohotovosti, což ukazuje minimálně na zanedbání povinností či zradu Klimovskiche.
22. července 1941 byl rozhodnutím Vojenského kolegia Nejvyššího soudu SSSR odsouzen k trestu smrti. Zastřelen byl týž den spolu s dalšími generály – prohrané bitvy (Pavlov, Korobkov aj.).
Posmrtně byl rehabilitován v roce 1957 na základě osobní intervence Nikity Sergejeviče Chruščova.